# Mattias Lindgren
Mattias Lindgren, född 1979 i Örebro, är en svensk författare som romandebuterade i maj 2008 med Peneplanet på Bokförlaget h:ström - Text & Kultur. Lindgren är även verksam inom musik och spelar bas i bandet Think-Box från Göteborg.
Mattias Lindgren är född i Örebro, uppvuxen i Örebro och Umeå, nu boende i Göteborg.